# Monodelphis reigi
Monodelphis reigi är ett pungdjur i släktet pungnäbbmöss som förekommer i norra Sydamerika.
En individ hittades 1971 i östra Venezuela i Canaima nationalparken men godkändes inte som självständig art. Under tidig 2000-talet upptäcktes djuret i samma område och i västra Guyana och beskrevs 2004 av Lew & Pérez-Hernández. Artepitet i det vetenskapliga namnet hedrar den argentinska biologen Osvaldo Reig (1929–1992).
Arten vistas i bergstrakter, vanligen i höjder mellan 1 100 och 2 000 meter över havet. Området är täckt av städsegrön skog eller annan vegetation.
Monodelphis reigi hotas av skogsavverkningar och gruvdrift i levnadsområdet. I nationalparken är den jämförelsevis bra skyddad. IUCN listar arten som sårbar (VU).